# AIR-2 Genie
O AIR-2 Genie foi um foguete antiaéreo não guiado com uma ogiva nuclear W25 de 1.5kt, para fins táticos, fabricado pela Douglas Aircraft Company, dos Estados Unidos da América. Ele foi operado pela Força Aérea dos Estados Unidos (USAF), de 1957 a 1985 e pela Real Força Aérea Canadense (RCAF), de 1965 a 1984 , durante a Guerra Fria. A produção dessa arma terminou em 1962, com pouco mais de 3000 foguetes construídos, com algumas versões de treinamento e ensaios em voo produzidas após o fim da produção oficial da arma.

## Antecedentes
A interceptação de bombardeiros estratégicos soviéticos foi uma grande preocupação militar norte-americana no fim dos anos 40 e nos anos 50. A revelação da informação de que a União Soviética havia construído uma cópia, via engenharia reversa, do Boeing B-29 Superfortress, o Tupolev Tu-4, o qual podia alcançar os Estados Unidos continental, seguido pela informação de que os soviéticos haviam produzido e testado sua primeira bomba nuclear em 1949, produziu considerável ansiedade nos meios militares.
O armamento típico das aeronaves de caça da Segunda Guerra Mundial - consistindo de metralhadoras e canhões - era inadequado para lidar com massivas formações de bombardeiros em alta velocidade. Lançar grandes salvas de foguetes não guiados contra as formações de bombardeiros também não era muito efetivo, e os mísseis ar-ar ainda se encontravam em sua infância.

## Desenvolvimento
Em 1954, a Douglas Aircraft Company iniciou um programa para pesquisar a possibilidade de uso de armas nucleares como arma de combate ar-ar. Para garantir a simplicidade e confiabilidade, a arma seria não guiada, devido a que o grande raio da detonação nuclear faria a precisão da arma ficar em segundo plano. O, na época, projeto secreto teve vários codinomes, como Bird Dog, Ding Dong e High Card.
Desenvolvimento em grande escala do projeto iniciou em 1955, com o disparo de foguetes com ogiva inerte iniciado em 1956. O design final comportava uma ogiva nuclear W25, de 1.5 kT, e era propelido por um motor foguete Thiokol SR49TC-1, de 36.000lbf (162 kN) de empuxo, suficiente para acelerar o foguete à 4.074 km/h (Mach 3.3) nos dois segundos de queima do foguete. O tempo de voo total do foguete eram 12 segundos, durante os quais, o foguete cobriria uma distância de 10km. Detecção, armamento e disparo da arma eram coordenadas pelos sistema eletrônicos da aeronave lançadora. A detonação era via espoleta de acionamento por temporizador, apesar da espoleta somente ser armada após a queima do motor foguete, o que dava chance a aeronave lançadora de se afastar da explosão nuclear. Porém, não havia mecanismo para desarmar a ogiva após o lançamento. Mecanismos de segurança da arma incluíam o armamento final da ogiva por detecção de aceleração e desaceleração . A área letal da explosão era estimada em 300 m. Após disparado, o curto tempo de voo e a grande área letal da explosão fazia com que fosse virtualmente impossível ao bombardeiro evitar sua destruição . 

## História Operacional
O novo foguete entrou em serviço em 1957, sendo designado MB-1 Genie. Os primeiros esquadrões de interceptadores a carregar o MB-1 declararam capacidade inicial de operações em 1 de janeiro de 1958, quando quando um número de foguetes e 15 interceptadores F-89 Scorpion, modificados para carrega-los, foram implantados nas Bases Aéreas de Wurtsmith, no Michigan, e Hamilton, na Califórnia. Até o ano seguinte, 289 interceptadores F-89 receberam o hardpoint nas asas e modificações no sistema de controle de tiro para possibilitar a operação do foguete . 

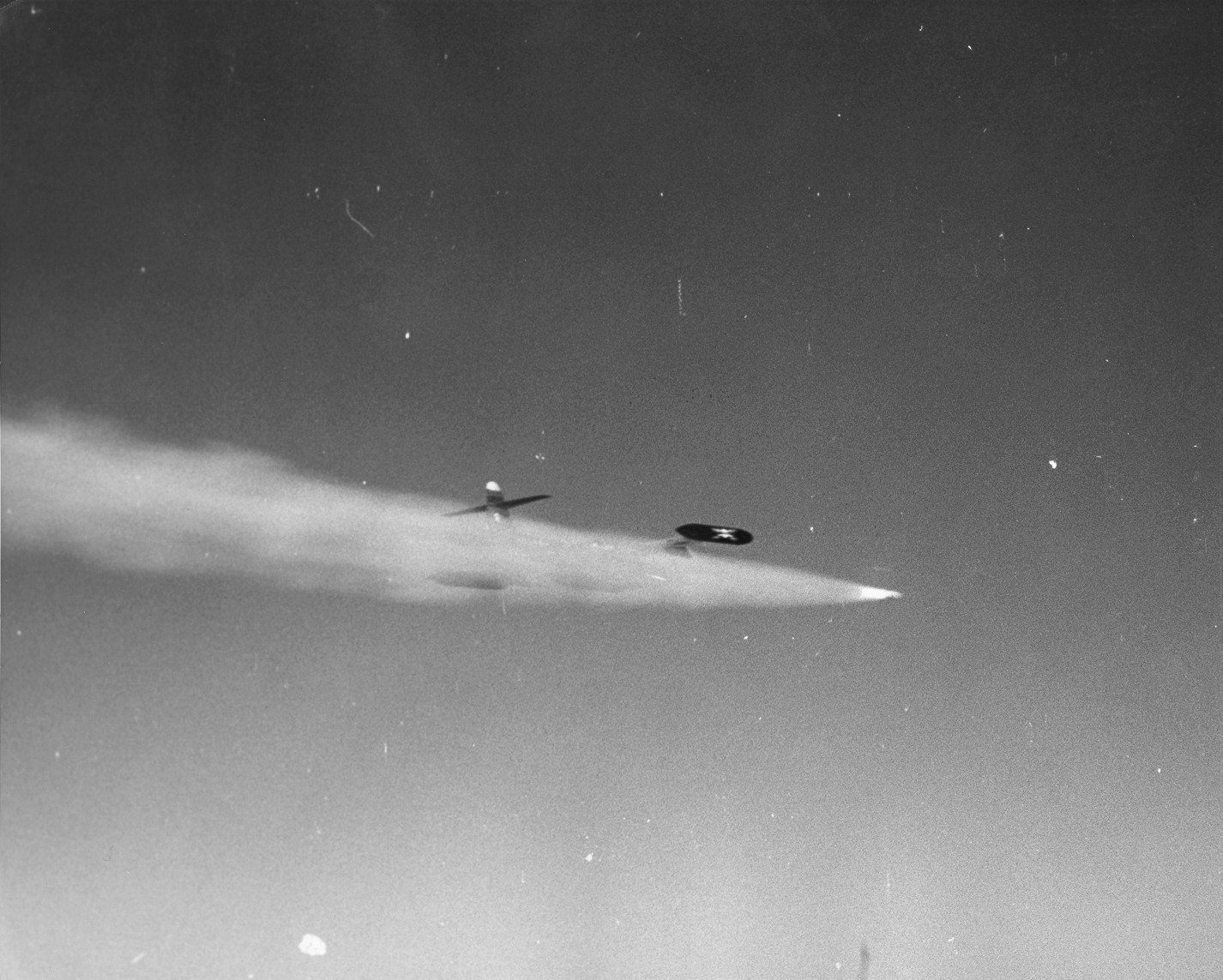
Um F-89J Scorpion disparando um foguete AIR-2 Genie, durante a Operação Plumbbob em 1957

Um foguete Genie com ogiva nuclear foi detonado uma única vez, durante a Operação Plumbbob, em 19 de julho de 1957. O foguete foi disparado pelo Capitão Eric William Hutchinson (piloto) e o Capitão Alfred C. Barbee (operador de radar), ambos da USAF, voando um F-89J Scorpion sobre Yucca Flats, em Nevada. Fontes variam com relação a altitude da explosão, porém se garante que o artefato explodiu cerca de 5.600m a 6.100m acima do nível do mar . Um grupo de cinco oficiais da USAF se voluntariaram para ficar embaixo da área da explosão, em uniforme padrão, para provar que explosões do tipo eram seguras em áreas urbanas. Eles foram fotografados pelo fotógrafo do Departamento de Defesa, George Yoshitake, que ficou com eles na área logo abaixo da explosão . Doses da radiação gama e neutrons recebidos pelos observadores em terra foram insignificantes. Doses recebidas pelas tripulações de aeronaves com a missão atribuída de penetrar na nuvem de cogumelo 10 minutos após a explosão foram bem maiores .
Em 1962, a arma foi redesignada AIR-2A Genie. Várias unidades foram modernizadas, com a instalação de foguetes com maior tempo de voo, com essas armas sendo designadas semi oficialmente de AIR-2B Genie. O foguete de treinamento inerte, originalmente designado MB-1-T e logo após, ATR-2A, foi construído em pequenas quantidades .
Durante seu serviço na USAF, o Genie foi utilizado operacionalmente por aeronaves como F-89 Scorpion, F-101B Voodoo e o F-106 Delta Dart. Apesar do Genie ter sido projetado para ser carregado pelo F-104 Starfighter utilizando um trilho de lançamento especial, o projeto jamais chegou a passar da fase de testes. A Convair ofereceu uma modernização do F-102 Delta Dagger que possibilitaria a operação do Genie, porém nunca chegou a ser adotado por seus operadores. O Genie foi aposentado em 1986, com a retirada de serviço dos interceptadores F-106.
O único operador estrangeiro do Genie foi o Canadá, que operou o foguete em seus CF-101 Voodoo até 1984, via um acordo de compartilhamento nuclear com os Estados Unidos, nos quais os foguetes eram mantidos sob custódia norte-americana e somente liberados para uso canadense quando as circunstâncias requererem . A Força Aérea Real (RAF) chegou a projetar o uso do foguete em seu interceptador English Electric Lightning.

## Variantes

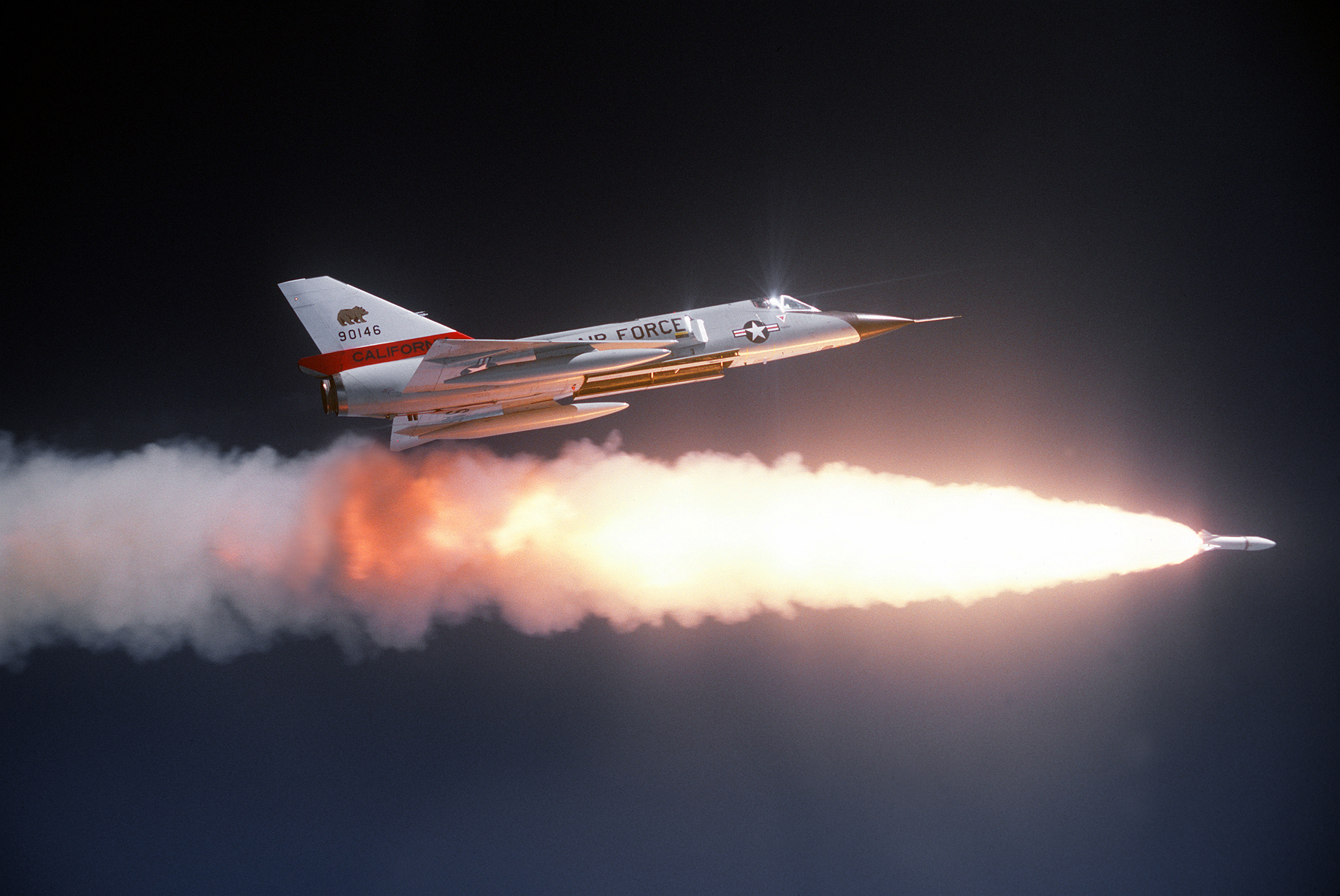
Um Convair F-106 da Guarda Aérea Nacional da Califórnia dispara um ATR-2A Genie

- AIR-2A: Variante original de produção. Nomeada originalmente MB-1.
  - ATR-2A: Variante inerte de treinamento. Nomeada originalmente MB-1-T
- AIR-2B: Variante modernizada, com a instalação de foguetes com maior tempo de voo. Designação semi oficial.

## Operadores
- Canadá - Real Força Aérea Canadense (RCAF)
- Estados Unidos - Força Aérea dos Estados Unidos (USAF)